# Marcello Morante
Marcello Morante (Roma, 18 ottobre 1916 – Grosseto, 18 agosto 2005) è stato uno scrittore, giornalista e politico italiano.

## Biografia
Nacque nel quartiere Testaccio di Roma, terzo di quattro figli e fratello della scrittrice Elsa Morante; nel 1923 la famiglia si trasferì nel quartiere di Monteverde Nuovo. Trasferitosi per alcuni mesi con la madre e la sorella Maria presso uno zio ad Acireale, si diplomò con un anno di anticipo a Catania nel 1934. Tornato a Roma con la famiglia, ottenne per concorso un posto di cancelliere di tribunale ad Arezzo nello stesso anno del diploma. Pur lavorando si laureò in giurisprudenza all'Università di Roma La Sapienza nel 1938 e l'anno seguente vinse il concorso diventando il più giovane magistrato d'Italia. Fu arruolato come ufficiale nel 1941, ma ammalatosi di broncopolmonite evitò di partire per il fronte russo con il suo battaglione.
Nel 1943 si sposò con Maria Bona Palazzeschi, che gli avrebbe dato otto figli (tra i quali Laura Morante), fino alla separazione legale nel 1978 e al divorzio nel 1983. Dalla seconda moglie, Marilu Martinenghi, conosciuta nel 1972 e con cui si trasferì nel 1974 in una cascina a Casciano di Murlo, detta la "Pispolaia", avrebbe avuto altri due figli e dopo un primo matrimonio nel 1987, seguito da un divorzio nel 1990, l'avrebbe risposata nel 1994.
Nello stesso anno del primo matrimonio iniziò a lavorare come sostituto procuratore prima a Vicenza e poi a Venezia, pur non avendo preso la tessera del partito fascista, ma dopo l'armistizio dell'8 settembre si rifugiò con la moglie a Scansano, in provincia di Grosseto. Nel 1944 riprese la professione di magistrato a Grosseto, dove si trasferì con la famiglia nel 1946. Abbandonò la magistratura nel 1949 per svolgere la professione di avvocato penalista, lasciata solo nel 1986.

### Attività giornalistica e politica
Dal 1946 iniziò a scrivere sul settimanale politico-economico toscano L'Ombrone, di cui divenne presto direttore. Negli anni successivi collaborò con diversi quotidiani e settimanali: il periodico repubblicano della provincia di Grosseto, Etruria Nuova, il quotidiano comunista La Gazzetta di Livorno, il quotidiano La Voce Repubblicana diretto da Antonio Calvi, il giornale Il Rinnovamento d'Italia, dove conobbe Paolo Alvise Scarfoglio, il settimanale politico Il Mondo di Mario Pannunzio e Il Nuovo Corriere di Firenze, diretto da Romano Bilenchi.
Nel 1947 aderì al PRI, divenendone presto il segretario provinciale. Ne venne espulso nel 1952 per essersi pubblicamente opposto alla riforma elettorale della cosiddetta "legge truffa" e partecipò l'anno seguente alla fondazione del movimento Unità Popolare, nato da "Autonomia Socialista", degli ex-socialdemocratici Tristano Codignola e Piero Calamandrei, e dall'"Unione di Rinascita Repubblicana", costituita da dissidenti  del PRI guidati da Ferruccio Parri. In seguito allo scioglimento del movimento nel 1957 abbandonò l'attività politica, rifiutando l'anno seguente una candidatura del PCI. Nel movimento aveva conosciuto Carlo Cassola e Luciano Bianciardi, con cui si mantenne in amicizia per i comuni interessi artistici e culturali.
Proseguì nel frattempo l'attività giornalistica, collaborando con articoli di fondo a diversi quotidiani (Paese Sera di Mario Melloni).

### Cinema e teatro ed attività letteraria
Nel 1963 recitò nel ruolo di Giuseppe nel film Il Vangelo secondo Matteo di Pier Paolo Pasolini, che aveva conosciuto tramite la sorella Elsa Morante e il marito di lei Alberto Moravia.
Nel 1967 venne fondato il "Teatro sperimentale di Grosseto" (divenuto nel 1982 il "Teatro Nuovo"), di cui divenne direttore. Nello stesso tempo iniziò a scrivere opere teatrali: nel 1968 pubblicò a proprie spese i primi sei drammi, con il titolo Teatro 1967-68. Nel 1970 l'opera Il gioco vinse il premio del "Teatro stabile dell'Aquila", mentre l'anno successivo un'altra opera, Inchiesta al villaggio fu finalista al "Premio Ruggeri".
Il dramma Lo sconosciuto chiamato Isabella vinse nel 1980 il premio dell'"Istituto del dramma italiano" e venne rappresentato nel 1982 al Teatro degli Industri di Grosseto, con la regia di Angelo Savelli.
Nel 1986 pubblicò con la casa editrice Garzanti il libro Maledetta benedetta, dove racconta la storia della propria infanzia nel quadro della sua insolita famiglia.
Nel 1990, dopo un periodo di ricerche sul periodo della dominazione degli Aldobrandeschi in Maremma, scrisse il libro di racconti Favole di borgate medioevali.
Nel 1994 venne pubblicato il libro Dialogo con l'eterosessuale (edizioni Del Giano), con nota del critico letterario Elio Pecora, di stampo autobiografico e incentrato sul tema del "demone della rinuncia".
Nel 2000 ha pubblicato, con il patrocinio del comune di Grosseto, il romanzo Nudo e sporco (editrice Effequ), scritto nel 1987, ancora autobiografico, in cui tratta in un dialogo con sé stesso, ancora della ricerca e del rifiuto del successo. Il libro sarebbe stato ristampato postumo nell'anno della sua morte con il titolo Per colpa tua e con una prefazione di Beniamino Placido.
Dopo due infarti da cui si era ripreso, nel 1999 e nel 2004, è morto dopo un ricovero in ospedale di quindici giorni il 18 agosto 2005 (giorno del compleanno della sorella Elsa). La camera ardente è stata allestita per tre giorni dal comune di Grosseto nel Teatro degli Industri.

## Opere

### Narrativa
- Maledetta benedetta. Elsa e sua madre, Garzanti, Milano, 1986
- Dialogo con l'eterosessuale, Del Giano, Roma, 1993
- Favole di borgate medioevali, Accademia d'arte Aldi Pascucci, Manciano, 1993
- Il filo rosso di Meleta, Suter, Basilea, 1995
- Nudo e sporco. Un'autobiografia sdoppiata, Effequ, Orbetello, 2000
- L'invidia. I vizi capitali dei maremmani, Effequ, Orbetello, 2001
- Per colpa tua. Due vite vere in una, Effequ, Orbetello, 2005

### Teatro
- Teatro 67/68 (L'alluvione, L'angelo a nozze, Il complotto, Alessio uno e due, La città, Il gioco), La Poligrafica, Grosseto, 1968
- Lo sconosciuto chiamato Isabella, dramma in due parti, corredato da un saggio di commento di Paolo Puppa, Amministrazione Provinciale di Grosseto, 1982
- Lo sconosciuto chiamato Isabella, dramma in due parti, "Ridotto", n.9/10, 1988, pp.37-62
- Ai dadi, Stan il vecchietto, due atti unici, prefazione di Paolo Emilio Poesio, Il Messaggero, Firenze, 1990

### Saggistica
- Arcangelo Ghisleri, ERI, Torino, 1953
- Il libretto rosso degli studenti. Un processo tra cronaca e storia, Guaraldi, Rimini, 1973
- Al di là del processo, Guaraldi, Rimini, 1973
- Una testimonianza, in Movimento di unita popolare e crisi del centrismo. Atti della Giornata di studi organizzata dalla Fondazione Bianciardi, Grosseto, 12 marzo 1994, a cura di Adolfo Turbant, Giunti, Firenze, 1995, pp. 12-18